# Micheline Luccioni
Micheline Luccioni, född Micheline Jeanne Labourot 16 januari 1930 i Palaiseau, Île-de-France, död 24 december 1992 i Paris, var en fransk skådespelerska.

## Roller i urval
- 1956 – Gervaise
- 1957 – Oss älskare emellan
- 1958 – Med ryggen mot väggen
- 1959 – Maigret löser en gåta
- 1959 – Syndapengar
- 1965 – Les bons vivants
- 1967 – Un idiot à Paris
- 1968 – Den tatuerade legionären
- 1970 – Le Distrait